# ホテル・エベレスト・ビュー
ホテル・エベレスト・ビュー (Hotel Everest View) は、世界最高峰エベレストを眼前に望む、サガルマータ国立公園のシャンボチェの丘に建つホテル。

## 概要
東京に本社を持つ旅行会社、ヒマラヤ観光開発株式会社が所有。その標高は3,880m。2013年現在一番標高の高いところにあるホテルはコンデ・リゾート・ホテル(4250m)。
全12室の客室からは、エベレストを始めとするヒマラヤの峰々が見られる。1972年竣工。